# Mint chocolate chip

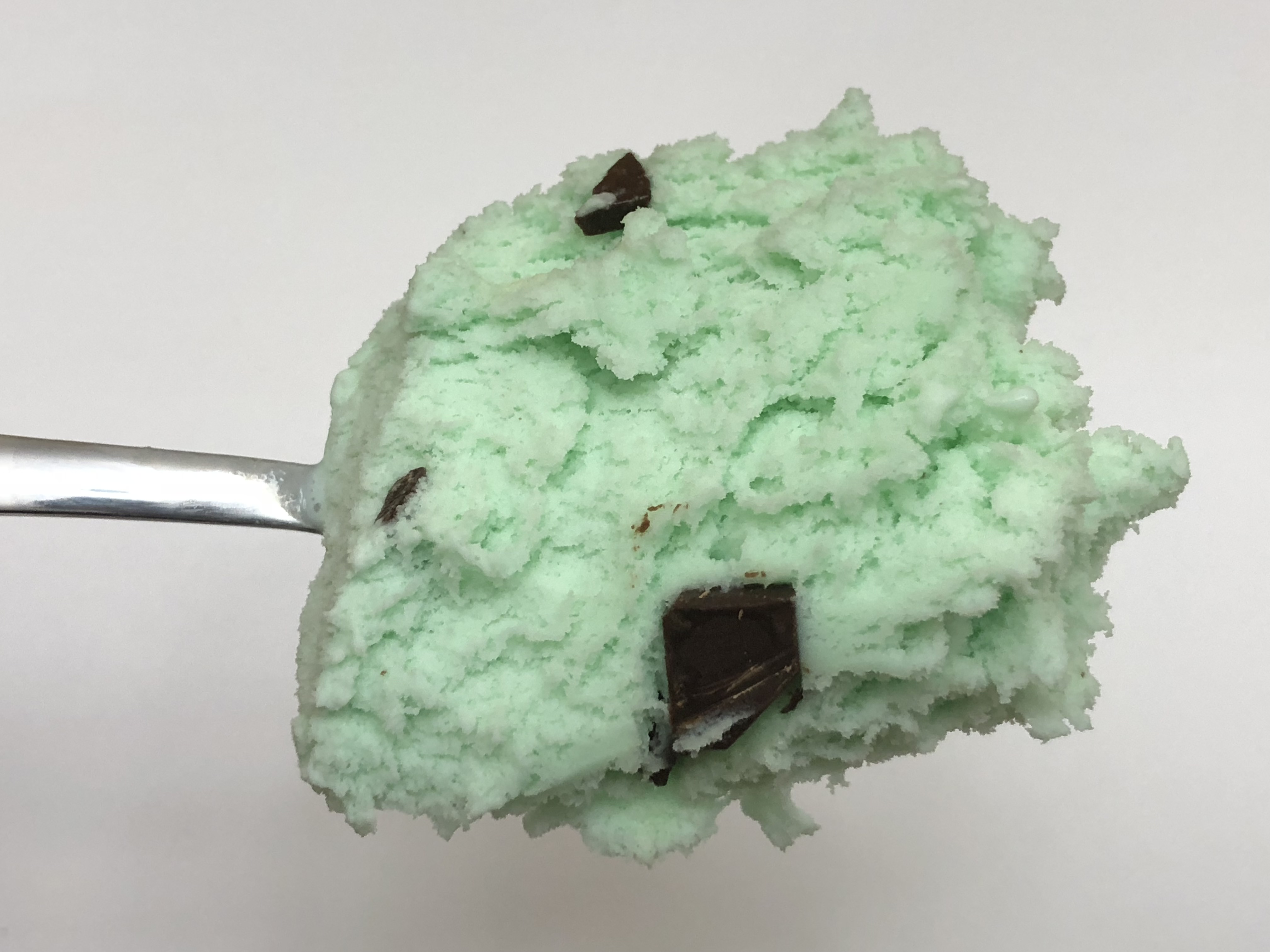
Мятное мороженое с шоколадной крошкой

Mint chocolate chip — сорт мороженого, состоящий из мяты и мелкой шоколадной крошки.  В большинстве случаев для придания мятного вкуса используется ароматизатор перечной или колосистой мяты. Иногда для этих целей используется мятный ликёр (crème de menthe). Для зелёного цвета пломбира в мороженое добавляется пищевой краситель. «Полностью натуральные» или «органические» сорта имеют бежевый или белый цвет.
По данным Международной ассоциации молочных продуктов (IDFA), 3 % всего мороженого, проданного в 2000 году — мятное, с шоколадной крошкой. Это десятый по популярности вкус в США. В опросе, проведённом IDFA в июле 2017 года, мятное мороженое с шоколадной крошкой заняло 4-е место среди самых популярных вкусов мороженого в США.
Мята с шоколадной крошкой — достаточно необычный вкус. Потребителям он обычно или нравится сразу, или часть покупателей находит его невкусным. В Корее невероятно популярна «мятная шоколадная крошка» («mint chocolate chip»), которую часто называют просто «мятный шоколад» («mint choco»), и она считается широко распространённым пищевым трендом со многими вариациями, включая специальные закуски «мятный шоколад», напитки и даже жареную курицу, приправленную мятным шоколадом.
Ввиду своей популярности ароматизатор используется в других продуктах, таких как печенье и безе. Производитель мороженого «Baskin-Robbins» создал леденец под названием «мятно-шоколадная крошка», который по вкусу похож на одноимённое мороженое.
Некоторые бренды называют этот сорт мороженого «chocolate» (или «choco») «chip mint», «mint 'n chip» или «just mint chip».

## История
Сеть «Baskin Robbins», основанная в 1945 году, упоминает «Mint Chocolate Chip» как на один из 31 оригинальных вкусов, с которых начинала бизнес в 1945 году. К началу 1950-х годов в ресторанах «Howard Johnson’s» уже массово подавался этот вкус мороженого, который стал обычным в 1960-е — 1970-е годы. Ранее Говард Джонсон был ответственен за изобретение мороженого с шоколадной крошкой под руководством Джорджа Р. Питмана (George R. Pitman).
Две пинты мятного мороженого с шоколадной крошкой были заказаны Тимоти Маквеем в качестве последней еды перед его казнью за теракт в Оклахома-Сити в 1995 году в федеральной тюрьме в Терре-Хот, штат Индиана.